# Jig'al Bibi
Jig'al Bibi (hebrejsky: יגאל ביבי) je izraelský politik a bývalý poslanec Knesetu za Národní náboženskou stranu.

## Biografie
Narodil se 21. ledna 1942 ve městě Tiberias. Sloužil v izraelské armádě, kde dosáhl hodnosti seržanta (Samal). Vystudoval talmudskou školu hnutí Bnej Akiva a pak získal bakalářský titul z politologie a židovských dějin na Bar-Ilanově univerzitě. Pracoval jako učitel.

## Politická dráha
Působil jako starosta města Tiberias, místopředseda Svazu místních samospráv, člen ústředního výboru Národní náboženské strany a člen správního výboru Bar-Ilanovy univerzity.
V izraelském parlamentu zasedl poprvé po volbách v roce 1988, v nichž kandidoval za Národní náboženskou stranu. Byl pak členem výboru pro státní kontrolu, výboru finančního, výboru pro jmenování soudců, výboru pro jmenování islámských soudců a výboru pro záležitosti vnitra a životního prostředí. Mandát obhájil ve volbách v roce 1992, opět za Národní náboženskou stranu. Nastoupil jako člen do výboru pro záležitosti vnitra a životního prostředí a výboru pro drogové závislosti. Působil i jako předseda poslaneckého klubu Národní náboženské strany. Opětovně byl za stejnou stranu zvolen ve volbách v roce 1996.
Znovu se do Knesetu dostal po volbách v roce 1999. Zase jako kandidát Národní náboženské strany. Zastával post místopředsedy Knesetu, člena výboru pro záležitosti vnitra a životního prostředí a výboru pro ekonomické záležitosti. Ve volbách v roce 2003 mandát neobhájil.
Má za sebou i četné vládní posty. V roce 1990 byl náměstkem v úřadu premiéra. V letech 1990–1992 náměstkem ministra životního prostředí. Roku 1996 opětovně působil po několik týdnů jako náměstek na úřadu premiéra. V letech 1996–1998 se stal náměstkem ministra náboženských služeb a tuto funkci pak po krátké přestávce zastával znovu v letech 1998–1999 a opětovně po volbách v letech 1999–2000.